# Moody-Nunatak
Der Moody-Nunatak ist ein 2010 m hoher und markanter Nunatak in der antarktischen Ross Dependency. In der Queen Elizabeth Range ragt er 6 km westlich des Bartrum-Plateaus an der Ostflanke des Marsh-Gletschers auf.
Teilnehmer einer von 1964 bis 1965 durchgeführten Kampagne im Rahmen der New Zealand Geological Survey Antarctic Expedition benannten ihn nach Leutnant Daniel Major Moody, der die Südgruppe dieser Kampagne in ihr Zielgebiet geflogen hatte.